# Veleslavín

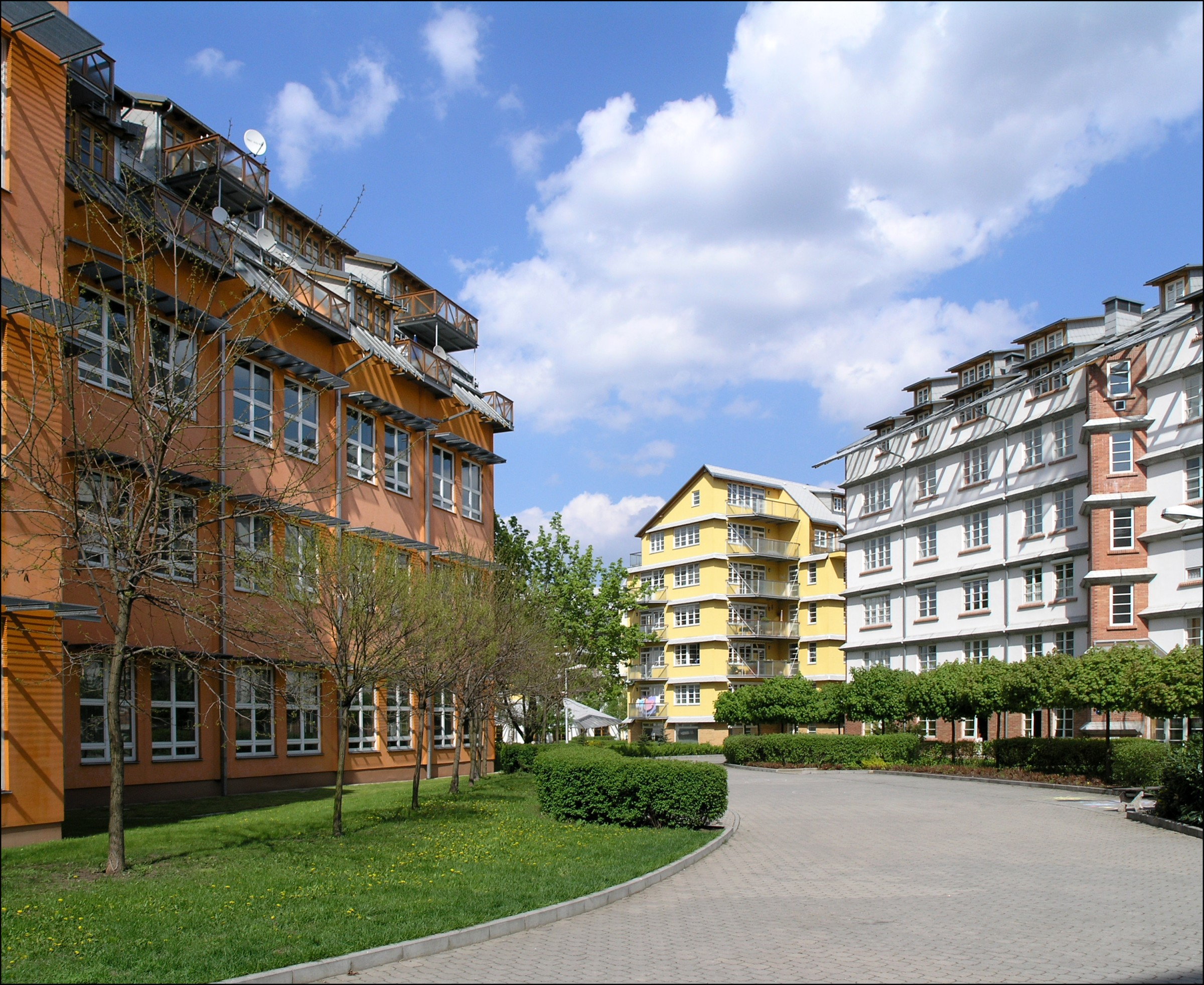

Veleslavín is een wijk in de Tsjechische hoofdstad Praag. Tot 1922 was Veleslavín een zelfstandige gemeente. Nu behoort het tot het gemeentelijke district Praag 6. De wijk heeft 6.548 inwoners (2006).
Het oorspronkelijke dorp Starý (Oud) Veleslavín, wat later met Nový (Nieuw) Veleslavín is samengevoegd, is waarschijnlijk gesticht in de 10e of 11e eeuw.